# Parameletus arcuatus
Parameletus arcuatus is een haft uit de familie Siphlonuridae. De wetenschappelijke naam van de soort is voor het eerst geldig gepubliceerd in 2008 door Tiunova.
De soort komt voor in het Palearctisch gebied.